# Сельское поселение Большой Толкай
Сельское поселение Большой Толкай — муниципальное образование в Похвистневском районе Самарской области.
Административный центр — село Большой Толкай.

## Административное устройство
В состав сельского поселения Большой Толкай входит 1 населённый пункт:
- село Большой Толкай.